# Diaptomus nevadensis
Diaptomus nevadensis är en kräftdjursart som beskrevs av S.F. Light. Diaptomus nevadensis ingår i släktet Diaptomus och familjen Diaptomidae. Inga underarter finns listade i Catalogue of Life.